# Gorza
Gorza in castigliano e Güesa in basco, è un comune spagnolo di 72 abitanti situato nella comunità autonoma della Navarra.